# Przyborów (województwo świętokrzyskie)
Przyborów (do 31 grudnia 2002 Baranów) – wieś w Polsce, położona w województwie świętokrzyskim, w powiecie ostrowieckim, w gminie Bodzechów.
| SIMC    | Nazwa      | Rodzaj      |
| ------- | ---------- | ----------- |
| 0229197 | Sowia Góra | osada leśna |

W latach 1975–1998 miejscowość położona była w województwie kieleckim. 1 stycznia 2003 nastąpiła zmiana nazwy z Baranów na Przyborów połączona ze zlikwidowaniem części tej wsi o nazwie Przyborów.